# Cytherella sericea
Cytherella sericea is een mosselkreeftjessoort uit de familie van de Cytherellidae. De wetenschappelijke naam van de soort is voor het eerst geldig gepubliceerd in 2003 door Mostafawi.